# Významný vodní tok
Významný vodní tok je jeden z druhů vodních toků. Seznam významných vodních toků stanoví Ministerstvo zemědělství ve spolupráci s Ministerstvem životního prostředí vyhláškou č. 470/2001 Sb. Seznam významných vodních toků v ČR udává příloha 1 této vyhlášky. Významné vodní toky mají na území ČR délku 16 326 km.[zdroj?]

## Správa významných vodních toků
Správu podle vodního zákona vykonávají státní podniky Povodí.